# شویچی فوناکی
شویچی فوناکی (انگلیسی: Shoichi Funaki؛ زادهٔ ۲۴ اوت ۱۹۶۸) کشتی‌گیر کشتی حرفه‌ای اهل ژاپن است.